# Paul Dietrich Giseke
Paul Dietrich Giseke (8 de desembre de 1741 Hamburg, Alemanya - 26 d'abril de 1796), va ser un metge, botànic i bibliotecari alemany.
Giseke inicià els seus estudis al Gymnasium Acadèmic d'Hamburg. Es va graduar a la Universitat de Göttingen l'any 1767. Aleshores va participar en una expedició per França i Suècia on va conèixer Linnaeus, esdevenint el seu deixeble i amic.- Linnaeus va donar el nom del gènere Gisekia en el seu honor.
A la tornada es va assentar a Hamburg i hi va practicar la medicina, el desembre de 1771 va esdevenir professor de física al Gymnasium Acadèmic d'Hamburg.